# Imunohistochemie
Imunohistochemie je histologická technika barvení histologických preprarátů, která umožňuje znázornit přítomnost v ideálním případě jedné konkrétní látky pomocí specifických protilátek. Obvykle se používá tzv. nepřímé imunochemické barvení, při kterém se v prvním kroku na tkáňový řez navážou protilátky proti konkrétním strukturám a ve druhém kroku se použijí protilátky se značkou (např. s enzymem peroxidázou), které se vážou na protilátky z prvního kroku. Tento postup jednak zvyšuje citlivost a jednak proces usnadňuje, protože je třeba připravovat jen poměrně málo typů protilátek s navázaným enzymem. V závěrečném kroku se tkáň inkubuje se substrátem, který enzym přeměňuje na nerozpustný barevný produkt a tak vlastně ozřejmí přítomnost cílové struktury při pozorování pod mikroskopem.
Imunohistochemické barvení se výrazně používá v patologii k rutinní i pokročilé diagnostice. Tak například stanovení přítomnosti tzv. proliferačního antigenu Ki67 je rutinní diagnostické vyšetření u řady nádorů, onkologům umožňuje zvolit optimální terapeutickou strategii, protože má u řady nádorů vztah k biologickému chování. Jiné rutinní vyšetření je vyšetření estrogenových a progesteronových receptorů v nádorech prsu, kde přítomnost má význam nejen pro posouzení biologického chování, ale i význam pro volbu terapie. Bez imunochemického vyšetření nelze vůbec rozlišit jednotlivé typy lymfomů, kde je přítomnost některých povrchových antigenů pro některé nádory definující.